# HD200169
HD200169 — хімічно пекулярна зоря спектрального класу
F5 й має видиму зоряну величину в смузі V приблизно  8,0.